# Hanover (Ohio)
Hanover é uma vila localizada no estado norte-americano de Ohio, no Condado de Licking.

## Demografia
Segundo o censo norte-americano de 2000, a sua população era de 885 habitantes.
Em 2006, foi estimada uma população de 975, um aumento de 90 (10.2%).

## Geografia
De acordo com o United States Census Bureau tem uma área de
2,6 km², dos quais 2,6 km² cobertos por terra e 0,0 km² cobertos por água. Hanover localiza-se a aproximadamente 245 m acima do nível do mar.

## Localidades na vizinhança
O diagrama seguinte representa as localidades num raio de 16 km ao redor de Hanover.